# Ernesto Augusto di Hannover (1887)
Ernesto Augusto di Hannover (in tedesco: Ernst August Christian Georg; Penzing, 17 novembre 1887 – Pattensen, 30 gennaio 1953) era un nipote di re Giorgio V di Hannover, che i prussiani deposero nel 1866. Ultimo monarca regnante del casato di Hannover, Ernesto Augusto era un discendente diretto di Enrico il Leone.

## Biografia

### Infanzia

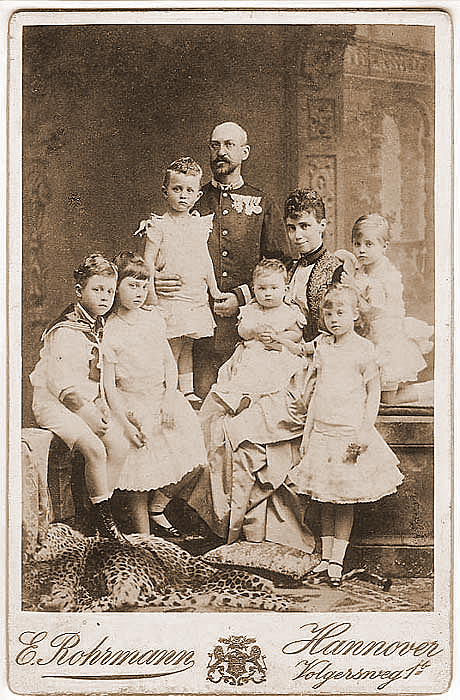
Ernesto Augusto fotografato in tenera età con la famiglia

Il bisnonno di Ernesto Augusto, l'omonimo principe Ernesto Augusto, Duca di Cumberland, quinto figlio maschio di re Giorgio III del Regno Unito, diventò re di Hannover nel 1837 poiché la legge salica impedì alla regina Vittoria di regnare sul trono dello Stato tedesco.
Ernesto Augusto di Hannover, Principe di Gran Bretagna e Irlanda, designato principe Ernesto di Cumberland, nacque a Penzing vicino a Vienna, sesto e più giovane dei figli del principe ereditario Ernesto Augusto di Hannover e di sua moglie, la principessa Thyra di Danimarca. Suo padre successe come pretendente al trono di Hannover e come Duca di Cumberland e Teviotdale nei pari di Gran Bretagna nel 1878. Il giovane principe Ernesto Augusto diventò erede apparente al Ducato di Cumberland e alla pretesa su Hannover dopo la morte dei suoi due fratelli maggiori, Giorgio e Cristiano.

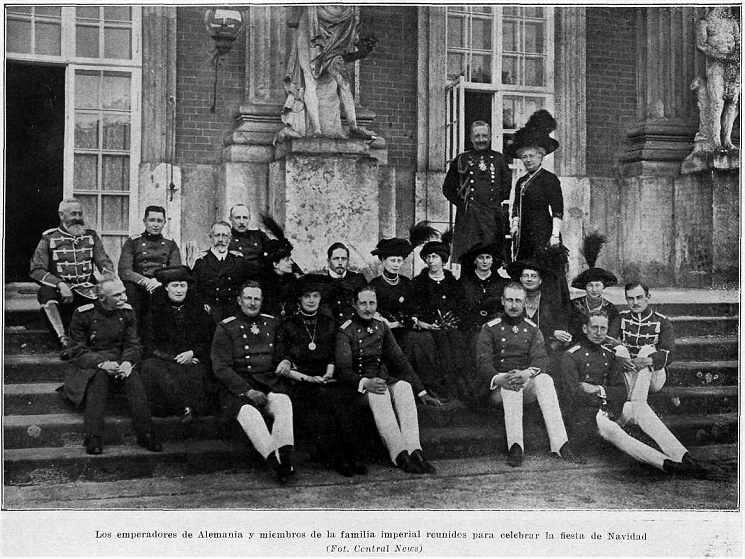
Il principe Ernesto Augusto in Germania con la famiglia imperiale tedesca

Nel 1884, il regnante Duca di Brunswick-Wolfenbüttel, un lontano cugino, morì e il Duca di Cumberland rivendicò la successione a quel territorio. Tuttavia, il Cancelliere Imperiale, Otto von Bismarck, riuscì a ottenere dal Consiglio Federale (Bundesrat) dell'Impero tedesco di escludere il duca dalla successione. Bismarck fece ciò poiché il duca non aveva mai formalmente rinunciato alle sue pretese sul trono di Hannover, che era stato annesso alla Prussia nel 1866 dopo la fine della guerra austro-prussiana (Hannover si era schierata con la perdente Austria). Il principe Alberto di Prussia diventò il reggente di Brunswick. Dopo la morte del principe Alberto nel 1906, il duca offrì che lui e suo figlio maggiore, il principe Giorgio, avrebbero rinunciato alle loro pretese sul Ducato in modo da permettere a Ernesto, l'altro suo figlio sopravvissuto, di prendere possesso del Ducato, ma questa opzione fu respinta dal Bundesrat e la reggenza continuò, questa volta sotto il duca Giovanni Alberto di Meclemburgo-Schwerin, che aveva precedentemente agito da reggente per suo nipote in Meclemburgo.

### Matrimonio

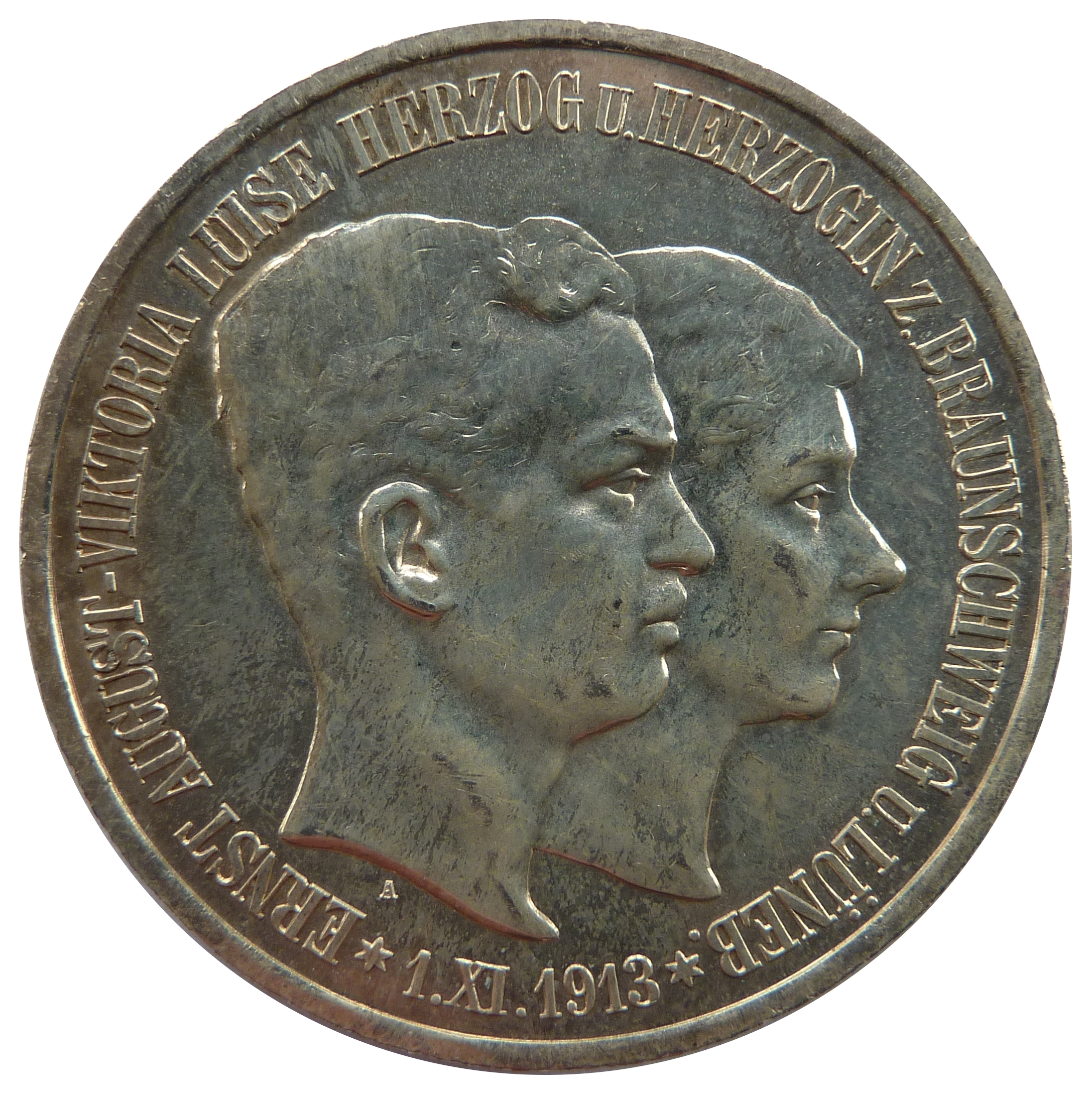
L'effigie di Ernesto Augusto di Hannover e della principessa Vittoria Luisa di Prussia su di una moneta da 5 marchi

Quando il fratello maggiore di Ernesto, il principe Giorgio, morì in un incidente automobilistico il 20 maggio 1912, l'Imperatore tedesco mandò un messaggio di condoglianze al Duca di Cumberland. In risposta a questo gesto amichevole, il Duca mandò il suo unico figlio maschio sopravvissuto Ernesto Augusto a Berlino per ringraziare l'Imperatore per il suo messaggio. Ernesto e l'Imperatore tedesco erano cugini di terzo grado discendenti da re Giorgio III del Regno Unito. A Berlino, Ernesto Augusto conobbe e si innamorò dell'unica figlia dell'imperatore Guglielmo II, la principessa Vittoria Luisa di Prussia.

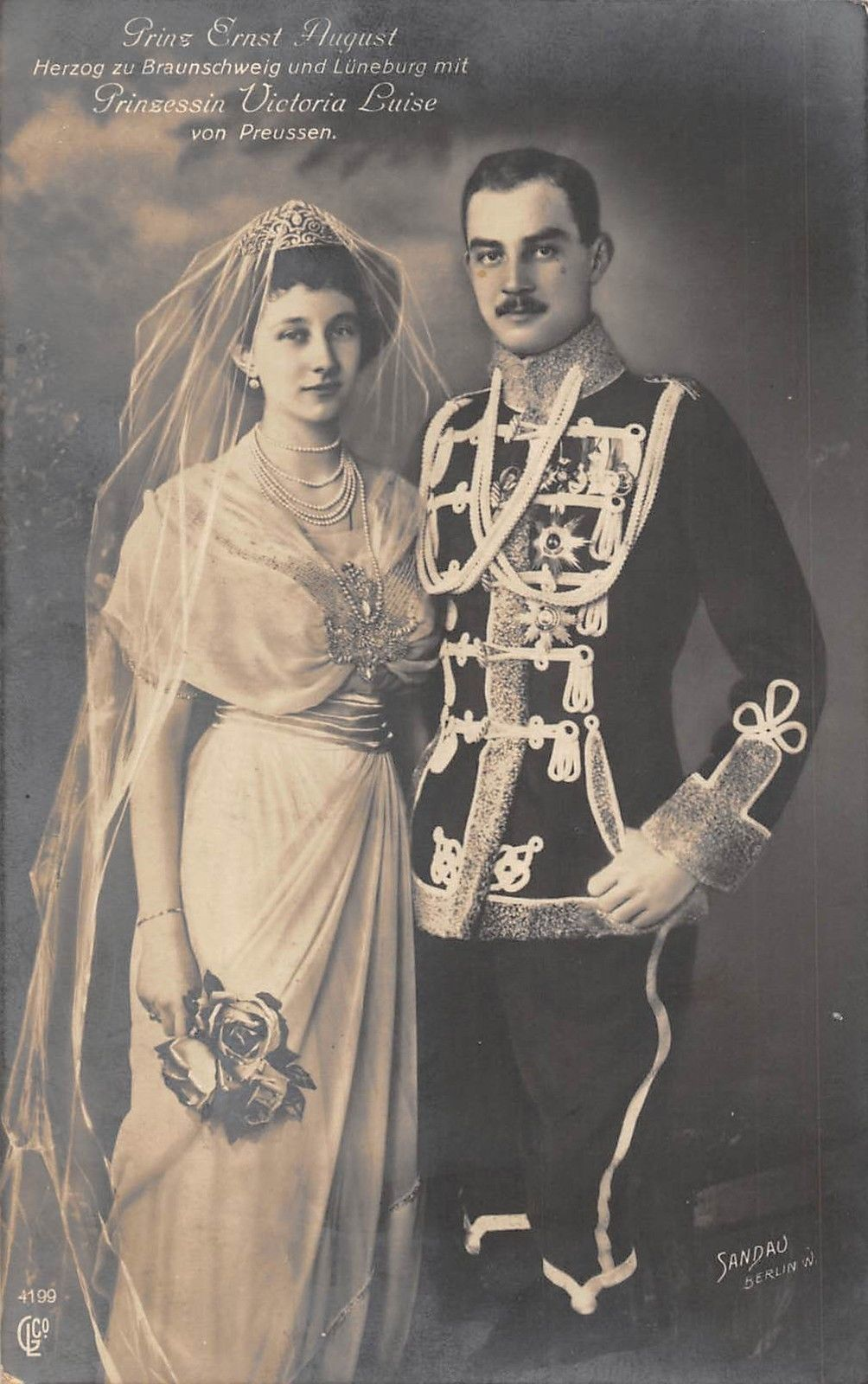
Vittoria Luisa ed Ernesto Augusto il giorno del loro matrimonio

Il 24 maggio 1913, Ernesto Augusto e Vittoria Luisa, cugini di terzo grado, si sposarono. Questo matrimonio concluse la decennale frattura tra le Casate di Hohenzollern e Hannover. Le nozze tra il principe Ernesto Augusto e la principessa Vittoria Luisa fu anche l'ultimo grande raduno dei sovrani europei (molti dei quali discendevano sia dalla regina Vittoria sia da re Cristiano IX di Danimarca) prima dello scoppio della Grande Guerra. Oltre all'Imperatore tedesco e all'Imperatrice, al Duca e alla Duchessa di Cumberland, parteciparono re Giorgio V e la regina Mary del Regno Unito e lo zar Nicola II. Dopo l'annuncio del suo fidanzamento con la principessa Vittoria Luisa nel febbraio del 1913, il principe Ernesto Augusto prestò giuramento di fedeltà all'Imperatore tedesco e accettò una commissione come capitano di cavalleria e comandante di compagnia negli Zieten Hussars, un reggimento dell'esercito prussiano, in cui suo nonno (re Giorgio V) ed il suo bisnonno (re Ernesto Augusto I) erano stati colonnello. Re Giorgio V del Regno Unito diede il suo consenso al matrimonio il 17 marzo 1913 come richiesto dal Royal Marriages Act.

### Ascesa al Ducato

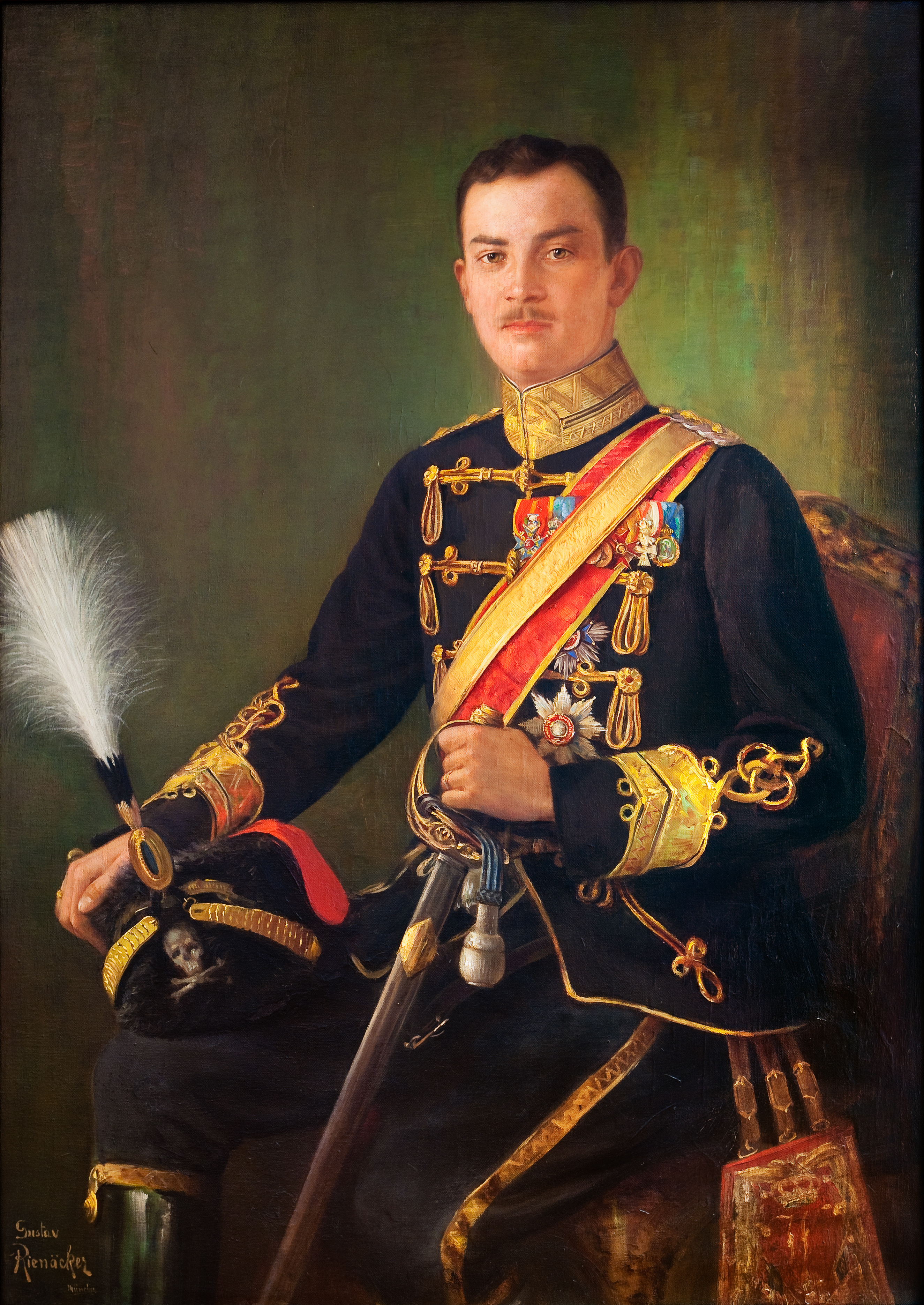
Ernesto Augusto III di Brunswick ritratto da Gustav Rienäcker nel 1916

Il 27 ottobre 1913, il Duca di Cumberland rinunciò formalmente alle sue pretese sul Ducato di Brunswick in favore del figlio sopravvissuto. Il giorno seguente, il Consiglio federale decise di consentire al principe Ernesto Augusto di Cumberland di diventare il Duca regnante di Brunswick. Il nuovo Duca di Brunswick, che ricevette una promozione a colonnello nella Zieten–Hussars, prese formalmente possesso del suo ducato il 1º novembre.

### Duca di Brunswick

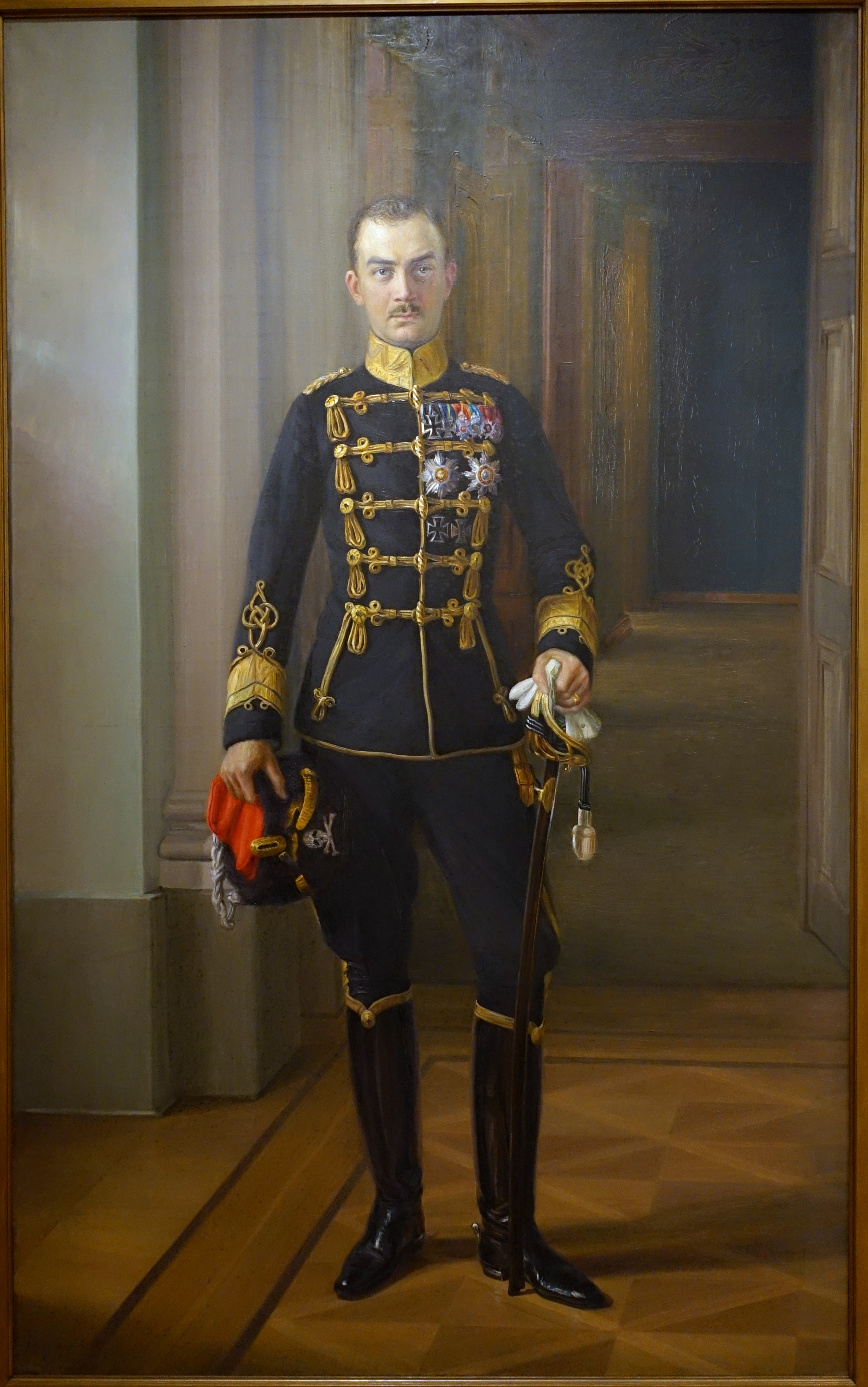
Ernesto Augusto III, Duca di Brunswick ritratto da Wilhelm Kricheldorff nel 1918

Durante la prima guerra mondiale, il duca salì al rango di maggior generale. L'8 novembre 1918 fu costretto ad abdicare al suo trono insieme agli altri sovrani tedeschi. L'anno successivo, i titoli delle parie britanniche e irlandesi di suo padre furono sospesi in base al Titles Deprivation Act 1917 a seguito del servizio del Duca nell'esercito tedesco durante la guerra, e il titolo di Principe di Gran Bretagna e Irlanda posseduto da Ernesto Augusto fu anch'esso sospeso in base allo stesso atto. Alla morte del padre nel 1923, Ernesto Augusto non successe al titolo di Duca di Cumberland e Tetiondale e Conte di Armagh. Per i successivi trent'anni Ernesto Augusto sarebbe rimasto il capo del Casato di Hannover, vivendo ritirato nei suoi vari possedimenti. Visse abbastanza per vedere uno dei suoi figli salire su un trono europeo: nel 1947 sua figlia Federica diventò Regina degli Elleni quando suo marito, il principe Paolo di Grecia e Danimarca, successe al fratello come re. Il Duca di Brunswick è il nonno materno della regina Sofia di Spagna e dell'ex re Costantino II di Grecia.

### Morte

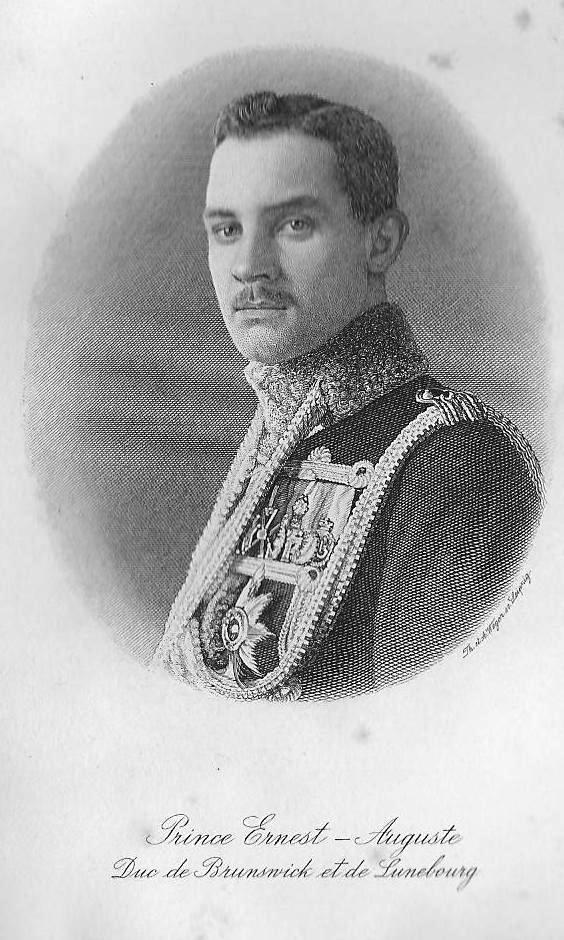
Il Duca di Brunswick nell'Almanacco del Gotha

Morì al Castello di Marienburg nei pressi di Hannover il 30 gennaio 1953.

## Discendenza

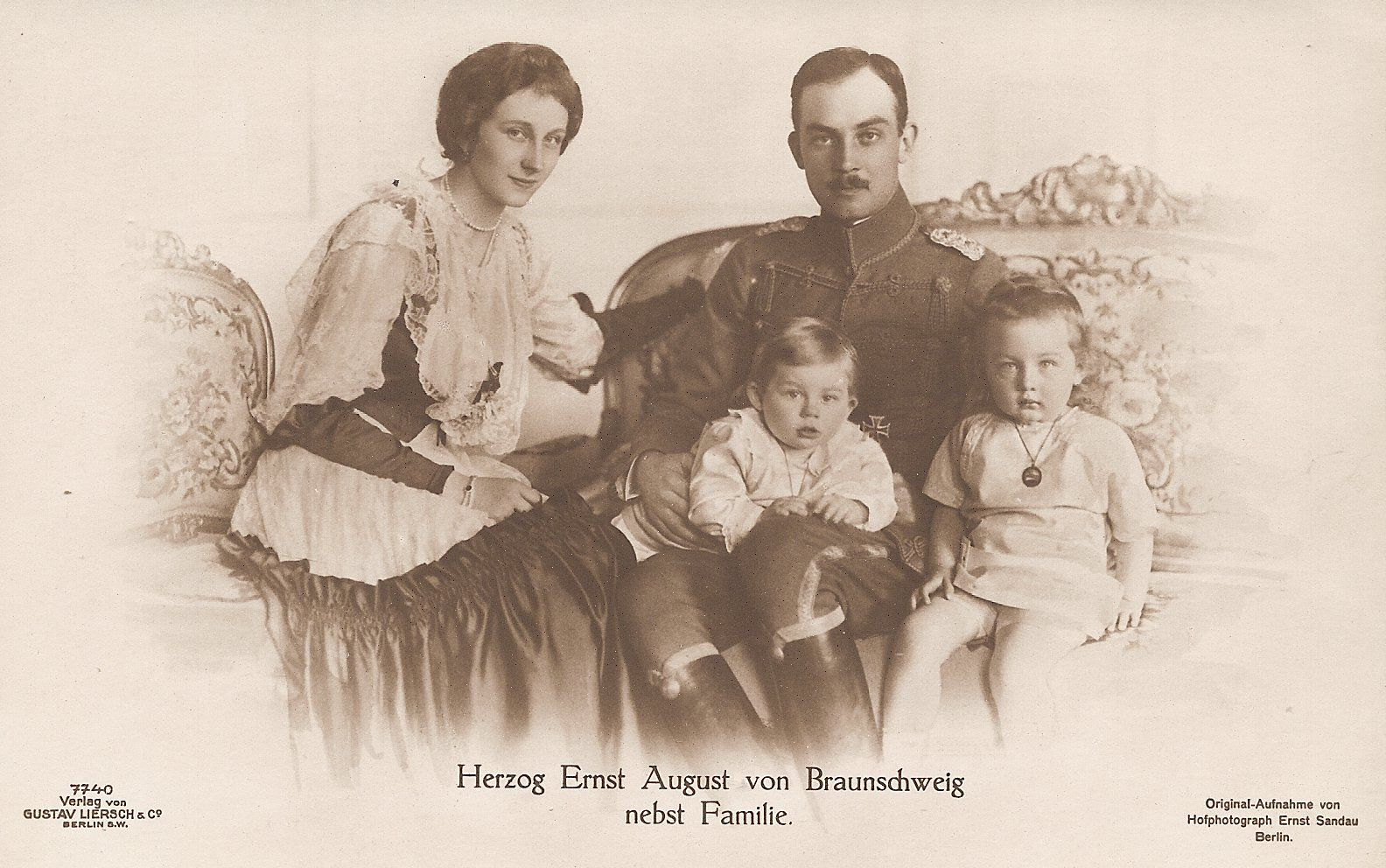
Ernesto Augusto e la sua famiglia nel 1916

Il Duca e la Duchessa di Brunswick ebbero cinque figli:
- principe Ernesto Augusto (IV) (18 marzo 1914 – 9 dicembre 1987); sposò (1) nel 1951, la principessa Ortrud di Schleswig-Holstein-Sonderburg-Glücksburg (19 dicembre 1925 – 6 febbraio 1980) ed ebbe figli; e (2), nel 1980 la contessa Monika di Solms-Laubach (nata l'8 agosto 1929)
- principe Giorgio Guglielmo (25 marzo 1915 – 8 gennaio 2006); sposò nel 1946, la principessa Sofia di Grecia e Danimarca (26 giugno 1914 – 24 novembre 2001) ed ebbe figli
- principessa Federica (18 aprile 1917 – 6 febbraio 1981); sposò nel 1938 Paolo I di Grecia (14 dicembre 1901 – 6 marzo 1964) ed ebbe figli
- principe Christian Oscar (1º settembre 1919 – 10 dicembre 1981); sposò nel 1963 (divorziato nel 1976) Mireille Dutry (nata il 10 gennaio 1946) ed ebbe figli
- principe Guelfo Enrico (11 marzo 1923 – 12 luglio 1997); sposò nel 1960 la principessa Alexandra di Ysenburg und Büdingen (nata il 23 ottobre 1937).

## Ascendenza
|                                     |                                                                |                                                      | Genitori                                    |  |  | Nonni |  |  | Bisnonni                      |  |  | Trisnonni                 |  |
|                                     |                                                                |                                                      |                                             |  |  |       |  |  | Ernesto Augusto I di Hannover |  |  | Giorgio III d'Inghilterra |  |
|                                     |                                                                |                                                      |                                             |  |  |       |  |  | Ernesto Augusto I di Hannover |  |  | Giorgio III d'Inghilterra |  |
|                                     |                                                                | Carlotta di Meclemburgo-Strelitz                     |                                             |  |  |       |  |  | Ernesto Augusto I di Hannover |  |  |                           |  |
| Giorgio V di Hannover               |                                                                |                                                      |                                             |  |  |       |  |  | Ernesto Augusto I di Hannover |  |  |                           |  |
|                                     |                                                                | Federica di Meclemburgo-Strelitz                     | Carlo II di Meclemburgo-Strelitz            |  |  |       |  |  |                               |  |  |                           |  |
|                                     |                                                                | Federica di Meclemburgo-Strelitz                     | Carlo II di Meclemburgo-Strelitz            |  |  |       |  |  |                               |  |  |                           |  |
|                                     |                                                                | Federica di Meclemburgo-Strelitz                     | Federica Carolina Luisa d'Assia-Darmstadt   |  |  |       |  |  |                               |  |  |                           |  |
| Ernesto Augusto, duca di Cumberland |                                                                | Federica di Meclemburgo-Strelitz                     |                                             |  |  |       |  |  |                               |  |  |                           |  |
|                                     |                                                                | Giuseppe di Sassonia-Altenburg                       | Federico di Sassonia-Altenburg              |  |  |       |  |  |                               |  |  |                           |  |
|                                     |                                                                | Giuseppe di Sassonia-Altenburg                       | Federico di Sassonia-Altenburg              |  |  |       |  |  |                               |  |  |                           |  |
|                                     |                                                                | Giuseppe di Sassonia-Altenburg                       | Carlotta di Meclemburgo-Strelitz            |  |  |       |  |  |                               |  |  |                           |  |
| Maria di Sassonia-Altenburg         |                                                                | Giuseppe di Sassonia-Altenburg                       |                                             |  |  |       |  |  |                               |  |  |                           |  |
|                                     |                                                                | Amalia di Württemberg                                | Ludovico Federico Alessandro di Württemberg |  |  |       |  |  |                               |  |  |                           |  |
|                                     |                                                                | Amalia di Württemberg                                | Ludovico Federico Alessandro di Württemberg |  |  |       |  |  |                               |  |  |                           |  |
|                                     |                                                                | Amalia di Württemberg                                | Enrichetta di Nassau-Weilburg               |  |  |       |  |  |                               |  |  |                           |  |
| Ernesto Augusto III di Brunswick    |                                                                | Amalia di Württemberg                                |                                             |  |  |       |  |  |                               |  |  |                           |  |
|                                     | Federico Guglielmo di Schleswig-Holstein-Sonderburg-Glücksburg | Federico Carlo di Schleswig-Holstein-Sonderburg-Beck |                                             |  |  |       |  |  |                               |  |  |                           |  |
|                                     | Federico Guglielmo di Schleswig-Holstein-Sonderburg-Glücksburg | Federico Carlo di Schleswig-Holstein-Sonderburg-Beck |                                             |  |  |       |  |  |                               |  |  |                           |  |
|                                     | Federico Guglielmo di Schleswig-Holstein-Sonderburg-Glücksburg | Federica di Schlieben                                |                                             |  |  |       |  |  |                               |  |  |                           |  |
| Cristiano IX di Danimarca           | Federico Guglielmo di Schleswig-Holstein-Sonderburg-Glücksburg |                                                      |                                             |  |  |       |  |  |                               |  |  |                           |  |
|                                     |                                                                | Luisa Carolina d'Assia-Kassel                        | Carlo d'Assia-Kassel                        |  |  |       |  |  |                               |  |  |                           |  |
|                                     |                                                                | Luisa Carolina d'Assia-Kassel                        | Carlo d'Assia-Kassel                        |  |  |       |  |  |                               |  |  |                           |  |
|                                     |                                                                | Luisa Carolina d'Assia-Kassel                        | Luisa di Danimarca                          |  |  |       |  |  |                               |  |  |                           |  |
| Thyra di Danimarca                  |                                                                | Luisa Carolina d'Assia-Kassel                        |                                             |  |  |       |  |  |                               |  |  |                           |  |
|                                     |                                                                | Guglielmo d'Assia-Kassel                             | Federico d'Assia-Kassel                     |  |  |       |  |  |                               |  |  |                           |  |
|                                     |                                                                | Guglielmo d'Assia-Kassel                             | Federico d'Assia-Kassel                     |  |  |       |  |  |                               |  |  |                           |  |
|                                     |                                                                | Guglielmo d'Assia-Kassel                             | Carolina Polissena di Nassau-Usingen        |  |  |       |  |  |                               |  |  |                           |  |
| Luisa d'Assia-Kassel                |                                                                | Guglielmo d'Assia-Kassel                             |                                             |  |  |       |  |  |                               |  |  |                           |  |
|                                     |                                                                | Luisa Carlotta di Danimarca                          | Federico di Danimarca                       |  |  |       |  |  |                               |  |  |                           |  |
|                                     |                                                                | Luisa Carlotta di Danimarca                          | Federico di Danimarca                       |  |  |       |  |  |                               |  |  |                           |  |
|                                     |                                                                | Luisa Carlotta di Danimarca                          | Sofia Federica di Meclemburgo-Schwerin      |  |  |       |  |  |                               |  |  |                           |  |
|                                     |                                                                | Luisa Carlotta di Danimarca                          |                                             |  |  |       |  |  |                               |  |  |                           |  |